# Барвил (Орн)
Барвил (фр. Barville) насеље је и општина у северној Француској у региону Доња Нормандија, у департману Орн која припада префектури Мортањ о Перш.
По подацима из 2011. године у општини је живело 201 становника, а густина насељености је износила 26,69 становника/km². Општина се простире на површини од 7,53 km². Налази се на средњој надморској висини од 161 метар (максималној 168 m, а минималној 140 m).

## Демографија
| 1962. | 1968. | 1975. | 1982. | 1990. | 1999. | 2011. |
| ----- | ----- | ----- | ----- | ----- | ----- | ----- |
| 199   | 210   | 186   | 181   | 150   | 153   | 201   |

График промене броја становника у току последњих година